# Christiane Lenain
Pour les articles homonymes, voir Lenain.
Christiane Isa Josée Marie Lenain, née à Belœil le 7 novembre 1935 et morte à Uccle le 23 novembre 1999, est une comédienne de théâtre belge. Elle a été l'un des piliers de la compagnie du Théâtre royal des Galeries, à Bruxelles. Comédienne dotée d’une rare puissance dramatique, elle a abordé tous les genres théâtraux, laissant tantôt éclater sa bonne humeur communicative dans « Madame Sans-Gêne » ou « le Mariage de Mademoiselle Beulemans », ou laissant libre cours à sa délicate émotion comme dans « La Double Inconstance ».

## Biographie
Christiane Lenain fréquente très jeune les cours dispensés par Claude Étienne au Rideau de Bruxelles. Elle a aussi suivi ceux de Werner Degan,.
Elle exerce ses talents dans plusieurs théâtres bruxellois, d'abord au Théâtre du Vaudeville, ensuite au Théâtre National et au Théâtre de la Bourse où elle rencontre son futur époux Jean-Pierre Rey, alors directeur du Théâtre royal des Galeries  qui l'introduit  dans son théâtre qu'elle ne quittera plus.
Le public se souviendra de ses inoubliables éclatants coups de rire très communicatifs, que ce soit dans Le Mariage de Mademoiselle Beulemans avec Jacques Lippe, Madame Sans-Gêne ou encore J'y suis, j'y reste. Ainsi que ses deux inséparables compères que furent Serge Michel et Jean-Pierre Loriot,.
Elle tiendra le rôle de Violaine du 16 au 24 novembre et du 29 novembre au 8 décembre 1964 dans L'Annonce faite à Marie, de Paul Claudel et mis en scène par Vanderic et Gérard Vivane.
Elle a notamment joué dans «Treize à table» de Marc-Gilbert Sauvajon et une autre de ses grandes performances est la fameuse pièce Une bonne bonne ça ne pousse pas sur un arbre, n'est-ce pas? de Ronald Millar (en) dans une adaptation de Jacques Joël et une mise en scène de Jean-Pierre Rey dans laquelle elle jouait neuf rôles. Pour cette pièce il y a 25 représentations du 25 février au 22 mars 1970.
Fait notable, Christiane Lenain donne la réplique à l'acteur Jacques Lippe dans Le Mariage de Mademoiselle Beulemans, d'abord dans le rôle de Suzanneke dans les 38 représentations entre 1968 et 1969, pour ensuite reprendre, une décennie plus tard, en 1977-78, celui de sa mère, Madame Beulemans.
En 1990, elle interprète le rôle de Sara dans Le Pape kidnappé de l'auteur brésilien João Bethencourt. Cette pièce est adaptée par le dramaturge André Roussin la mise en scène est de Claude Vignot qui  a par ailleurs mis en scène pour Théâtre royal des Galeries une centaine de spectacles.
Cette grande figure du théâtre belge meurt des suites d'une longue maladie le 13 novembre 1999.

## Distinctions
- Ève du Théâtre 1965